# Luftangriff auf Waldkappel

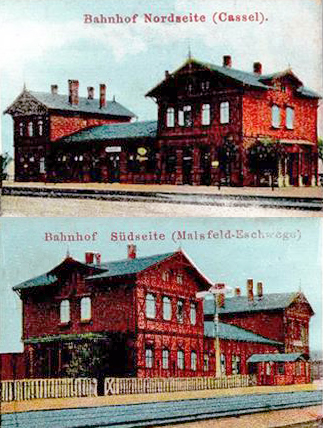
Bahnhof Waldkappel

Bei dem Luftangriff auf Waldkappel im Zweiten Weltkrieg explodierte wenige Wochen vor der deutschen Kapitulation ein Munitionszug im Bahnhof Waldkappel im nordhessischen Werra-Meißner-Kreis. 17 Menschen verloren ihr Leben.
Am späten Abend des 31. März 1945, dem Karfreitag, rollte an der Bahnstrecke Leinefelde–Treysa ein rund 400 Meter langer Güterzug mit 35 voll beladenen Güterwagen in den Bahnhof von Waldkappel ein. Er kam von der Sprengstofffabrik Hessisch Lichtenau, die von der Gesellschaft zur Verwertung chemischer Erzeugnisse, einem Tochterunternehmen der Dynamit AG (DAG), betrieben wurde, und hatte Munition und Sprengstoff geladen. Eine vom Bahnhof Eschwege West in Niederhone angeforderte Lokomotive, die den Zug nach Eschwege ziehen sollte, kam wegen eines unterwegs erlittenen Defekts nicht an, und der Zug stand daher am Nachmittag des Karsamstags noch immer im Bahnhof Waldkappel, der bereits seit Tagen wiederholt von Tieffliegern der US-Luftwaffe angegriffen worden war.
Um 16:55 Uhr wurde der Zug von zwei US-amerikanischen Tieffliegern beschossen. Das Ladegut explodierte. Das mehrgeschossige Empfangsgebäude des Bahnhofs mit Wartesälen und Wohnungen wurde vollständig zerstört, ebenso zwei Güterschuppen, die Drehscheibe und die anliegenden Wirtschaftsgebäude. Fast vier Kilometer Gleise und 14 Weichen wurden zerstört.
Auch im Ortskern gab es schwere Schäden. Durch die Druckwelle wurden die Dächer vieler Häuser ganz oder teilweise abgedeckt, Fenster und Türen eingedrückt, und eine Anzahl Wohnhäuser musste geräumt werden. Auch die Kirche war nicht mehr zu benutzen. Die von den Häusern herabgestürzten Dachtrümmer begünstigten bei der endgültigen Einnahme Waldkappel durch US-Truppen am Ostermontag das Ausbreiten der durch Panzer- und Fliegerbeschuss ausgelösten Brände.